# ديفيد باركس (مصور)
ديفيد باركس (بالإنجليزية: David Parks)‏ هو مصور أمريكي، ولد في 4 مارس 1944.